# Klímkovo
Klímkovo (en rus: Климково) és un poble de l'óblast de Vladímir, a Rússia, segons el cens del 2010 tenia vuit habitants. Pertany al districte de Kirjatx.